# Marko Zorić
Marko Zorić (né le 10 juillet 1980) est un footballeur serbe évoluant au poste de défenseur. Il joue actuellement pour le FK Banat Zrenjanin. Il a joué pour le club chinois de  Tianjin TEDA en 2005 avant de signé pour le FC León une équipe mexicaine de 2e division.